# Kliknij tutaj

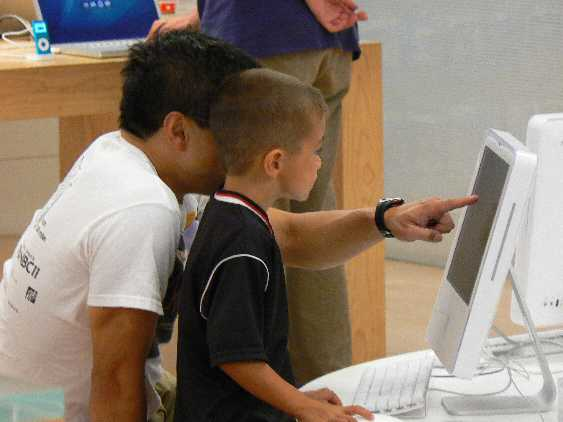
„Kliknij tutaj albo nie... Kliknij tam!”

„Kliknij tutaj” (rzadziej także: kliknij tu) − wyrażenie używane w sieci Internet jako hiperłącze do oddzielnej strony (do której możemy przejść wybierając ten link myszką). W języku angielskim używa się analogicznie wyrażenia: click here.
W dniu 30 maja 2011 wyszukiwarka Google zwróciła 21 600 000 wyników wyszukiwania frazy kliknij tutaj  i 1 940 000 dla kliknij tu.
World Wide Web Consortium zaleca w Dobrych radach dla webmasterów (ang. Quality Tips for Webmasters), aby unikać używania tego wyrażenia dla tych celów, ponieważ nie niesie ze sobą treści, nie jest też związany z treścią przywoływanej strony. Odnośniki na stronach internetowych powinny być wyróżnione tak, aby nie było potrzeby informowania, gdzie należy kliknąć.
Jakob Nielsen, specjalista w dziedzinie użyteczności, uznał używanie wyrażenia kliknij tutaj lub podobnych ogólnikowych sformułowań za jeden z dziesięciu najpoważniejszych błędów w projektowaniu dla Internetu w roku 2005. Według Jutty Denenger, programistki stron internetowych: 
Będąc właścicielem sklepu, napiszesz pewnie na drzwiach „Serdecznie witamy wszystkich klientów!”, a nie „Otwórz te drzwi, aby wejść do naszego sklepu”.
Odnośniki w rodzaju kliknij tutaj stanowią również problem dostępności stron WWW. Czytniki ekranowe, których używają osoby z zaburzeniami narządu wzroku odczytują nazwy wszystkich odnośników na stronie jako szybką metodę nawigacji. Użytkownik, który słyszy „kliknij tutaj” wśród listy odnośników, nie może z niego skorzystać, bowiem odnośnik wyrwany z oryginalnego kontekstu nic dla niego nie oznacza. Co więcej takie odnośniki tracą znaczenie przy wydrukowaniu strony.

## W innych językach
W wielu innych języków funkcjonują podobne frazy. Na przykład: hiszpańska wersją sformułowania jest haz clic aquí, niemiecką: klicken Sie hier, francuską: cliquez ici, duńską: klik her, bułgarską: щракни тук (shtrakni tuk), japońską: ここをクリック (koko o kurikku), hebrajską: ‏לחץ כאן‎ (lechats kan), szwedzką: klicka här.